# Вулиця Дмитра Антоненка
Вулиця Дмитра Антоненка — вулиця у Харкові, у Шевченківському районі, в історичній місцевості Шатилівка. Від проспекту Науки прямує на схід паралельно Саржиному Яру й закінчується, трохи не доходячи до Центрального парку. Від радянських часів вулиця називалась Мінською, а 2023 року перейменована на честь загиблого на Російсько-українській війні харківського нацгвардійця Дмитра Антоненка.

## Розташування
Вулиця починається від проспекту Науки біля Саржиному Яру та станції метро «Ботанічний сад». Прямує на схід паралельно Саржиному Яру та Європейській вулиці. Перетинає Мінський провулок, вулиці Юрія Шевельова, Авіаційну, Ірининську, Берестову, Фортечну та Кленову. Закінчується Г-подібним перехрестям з Липовою вулицею, трохи не доходячи до канатної дороги і Центрального парку, відділених від кінця вулиці житловою забудовою.
Вулиця асфальтована, рух двосторонній. Перший квартал вулиці (до Мінського провулка) забудований багатоповерховими домами, решта вулиці — приватними будинками.

## Історія
Вулиця наявна в списку вулиць 1929 року. Початково мала назву Мінська на честь міста Мінськ, столиці Білорусі.
22 листопада 2023 року в ході деколонізація вулиця була перейменована на вулицю Дмитра Антоненка на честь Дмитра Петровича Антоненка — харків'янина, нацгвардійця, який загинув у 2022 році в боях на Харківщині під час російського вторгнення в Україну.